# Union européenne des sourds
L'Union européenne des sourds, souvent abrégée en EUD, (en anglais : European Union of the Deaf), est une organisation non gouvernementale européenne pour les sourds, avec un effectif de 30 associations affiliées à travers l'Europe (en 2014).

## Histoire
Les 6 et 7 mars 1985, une table ronde organisée par l'association British Deaf Association (dont John Jock Young) avec l'aide de la Fédération mondiale des sourds dont Cesare Magarotto et de la Communauté économique européenne à Londres, permet la création de l’European Community Regional Secretariat (ECRS). Dix pays étaient présents à cette réunion. Lors de l'assemblée du 10 octobre 1994, les délégués des associations de sourds en Europe ont voté pour un changement de nom : l’ECRS est ainsi remplacé par l’European Union of the Deaf (EUD).
Actuellement, l'Union européenne des sourds compte 30 membres à part entière et 6 membres affiliés, le siège social est à Bruxelles en Belgique.  

### Liste des présidents
- 1985-1989 :  John Young
- 1989-1990:  Jean-François Labes
- 1990-2005 :  Knud Søndergaard
- 2005-2007 :  Helga Stevens
  - 2007 :  Adrien Pelletier, président intérim de Helga Stevens[2]
- 2007-2013 :  Berglind Stefánsdóttir
- 2013- :  Dr Markku Jokinen

### Liste des directeurs exécutifs
- 1985-2000 :  Johan Wesemann
- 2000-2005 :  Helga Stevens
- 2007-  :  Mark Wheatley

## Équipe de l'Union européenne des sourds actuels

### Conseil
- Président :  Dr Markku Jokinen
- Vice-président :  Dr Gergely Tapolczai
- Membre de conseil : 
  -  Louise "Lolo" Danielsson
  -  Sofia Isari
  -  Daniel Büter

### Personnels
- Directeur exécutif :  Mark Wheatley
- Responsable politique :  Petra Söderqvist
- Responsable des médias et de la communication :  David Hay

## Liste des associations
Cette liste est classée selon l'année d'inscription de l'association. 
| Numéro | Année d'inscription | Pays               | Désignation  | Nom de l'association |
| ------ | ------------------- | ------------------ | ------------ | --- |
| 1      | 1985                | Italie             | ENS          | Agence nationale des sourds (Italie)                                                                                              |
| 2      | 1985                | France             | FNSF         | Fédération nationale des sourds de France                                                                                         |
| 3      | 1985                | Royaume-Uni        | BDA          | British Deaf Association |
| 4      | 1985                | Allemagne          | DGB          | Deutscher Gehörlosen-Bund |
| 5      | 1985                | Danemark           | DDL          | Danske Døves Landsforbund |
| 6      | 1985                | Grèce              | HFD          | Fédération hellénique des Sourds                                                                                                  |
| 7      | 1985                | Pays-Bas           | ?            | Dovenschap Nieuwe Stijl |
| 8      | 1985                | Espagne            | CNSE         | Confederación Estatal de Personas Sordas                                                                                          |
| 9      | 1985                | Irlande            | IDS          | Irish Deaf Society |
| 10     | 1985                | Belgique           | FFSB Fevlado | Fédération francophone des sourds de Belgique Wallonie Flemish Community: Federatie van Vlaamse DovenOrganisaties Région flamande |
| 11     | 1995                | Autriche           | ÖGLB         | Fédération autrichienne des sourds                                                                                                |
| 12     | 1995                | Suède              | SDR          | Sveriges Dövas Riksförbund |
| 13     | 1995                | Finlande           | FAD          | Kuurojen Liittoo ry (or) Finlands Dövas Förbund rf                                                                                |
| 14     | 1999                | Luxembourg         | VGSL         | Vereinigung der Gehörlosen und Schwerhörigen Luxemburg a.s.b.l.                                                                   |
| 15     | 2000                | Portugal           | FPAS         | Federação Portuguesa das Associações de Surdos                                                                                    |
| 16     | 2004                | Hongrie            | SINOSZ       | Siketek és Nagyothallók Országos Szövetsége                                                                                       |
| 17     | 2004                | Lettonie           | LNS          | Latvijas Nedzirdīgo savienība |
| 18     | 2004                | Lituanie           | LKD          | Lietuvos kurčiųjų draugija |
| 19     | 2004                | Norvège            | NDF          | Norges Døveforbund |
| 20     | 2004                | Slovénie           | ?            | Zveza društev gluhih in naglušnih Slovenije                                                                                       |
| 21     | 2004                | Pologne            | PZG          | Polski Związek Głuchych |
| 22     | 2005                | Chypre             | ?            | Fédération des Sourds de Chypre                                                                                                   |
| 23     | 2005                | République tchèque | ?            | Union de sourds et malentendants de la République tchèque                                                                         |
| 24     | 2005                | Islande            | ?            | Felag heyrnarlausra |
| 25     | 2005                | Malte              | ?            | Għaqda Persuni Neqsin mis-Smigħ                                                                                                   |
| 26     | 2005                | Slovaquie          | ANEPS        | Asociáca nepočujúcich Slovenska                                                                                                   |
| 27     | 2006                | Suisse             | SGB-FSS      | Schweizerischer Gehörlosenbund / Fedération Suisse des Sourds / Federazione Svizzera dei Sordi                                    |
| 28     | 2007                | Roumanie           | ANSR         | Asociatia Nationala a Surzilor din România                                                                                        |
| 29     | 2007                | Bulgarie           | SGB          | Union des Sourds en Bulgarie |
| 30     | 2007                | Estonie            | ?            | Eesti Kurtide Liit |
| 31     | 2015                | Croatie            | ?            | |

Et les membres affiliées à l'EUD:
| Numéro | Pays               | Désignation | Nom de l'association |
| ------ | ------------------ | ----------- | -------------------- |
| 1      | Bosnie-Herzégovine | ?           |                      |
| 2      | Israël             | ?           |                      |
| 3      | Macédoine          | ?           |                      |
| 4      | Serbie             | ?           |                      |
| 5      | Turquie            | ?           |                      |